# Campionato tahitiano di football americano 2021
Il Campionato tahitiano di football americano 2021 è la 13ª edizione del campionato di football americano di primo livello, organizzato dalla FTFA.

## Squadre partecipanti
| Club     | Città    | Stadio | Sponsor ufficiale | Risultato nella stagione 2020 |
| -------- | -------- | ------ | ----------------- | ----------------------------- |
| East     | Mahina   |        |                   |                               |
| Manu-Ura | Paea     |        |                   |                               |
| Ono      | Punaauia |        |                   |                               |

## Stagione regolare

### Calendario

#### 1ª giornata
| Punaruu 10 aprile 2021 | Ono | 32 – 8 | Manu-Ura |  |

#### 2ª giornata
| Papenoo 24 aprile 2021 | East | 24 – 6 | Manu-Ura |  |

#### 3ª giornata
| Punaruu 15 maggio 2021 | Ono | 44 – 0 | East |  |

#### 4ª giornata
| Paea 29 maggio 2021 | Manu-Ura | 10 – 16 | Ono |  |

#### 5ª giornata
| Paea 12 giugno 2021 | Manu-Ura | 38 – 8 | East |  |

#### 6ª giornata
| Papenoo 26 giugno 2021 | East | 6 – 14 | Ono |  |

### Classifica
La classifica della regular season è la seguente:
- PCT = percentuale di vittorie, G = partite giocate, V = partite vinte,  P = partite perse, PF = punti fatti, PS = punti subiti

| Pos. | Squadra  | PCT   | G | V | N | P | PF  | PS  |
| ---- | -------- | ----- | - | - | - | - | --- | --- |
| 1    | Ono      | 1.000 | 4 | 4 | 0 | 0 | 106 | 24  |
| 2    | Manu-Ura | .250  | 4 | 1 | 0 | 3 | 62  | 80  |
| 3    | East     | .250  | 4 | 1 | 0 | 3 | 38  | 102 |

## XIII Heiva Bowl
| Paea 17 luglio 2021, ore 17:00 | Ono | 14 – 38 | Manu-Ura | Stadio Karl Coppenrath |

## Verdetti
- Manu-Ura Campioni di Tahiti 2021